# Billy Singh
Billy Singh est un entraîneur fidjien de football, qui a été pendant trois mandats sélectionneur des Fidji.

## Biographie
Il dirige la sélection des Fidji durant trois périodes. Il est désigné entraîneur fidjien de l'année en 1998.
Son père, Sashi Mahendra Singh, a aussi été sélectionneur des Fidji.